# Doris Roberts
Pour les articles homonymes, voir Roberts.
Doris Roberts est une actrice américaine née le 4 novembre 1925 à Saint-Louis (Missouri) et morte le 17 avril 2016 à Los Angeles (Californie).

## Biographie
Elle découvre le métier d'actrice très tôt, jouant des pièces de théâtre à l'école élémentaire. Son père abandonne le foyer familial quand elle a 10 ans et elle déménage avec ses grands-parents maternels dans le Bronx. Sa mère se remarie ensuite et la jeune actrice finit par prendre le nom de son beau-père, Roberts. Après le lycée, elle poursuit ses études à l'université de New York, mais abandonne l'école pour devenir actrice à plein temps. 
Sa carrière commence au début des années 1950 avec plusieurs projets dans la télévision et le théâtre. Au petit écran, elle apparaît dans des émissions telles que Studio One et Starlight Theatre. Elle débute à Broadway en 1955 dans la pièce The Time of Your Life de William Saroyan. La même année, elle apparaît sur scène dans The Desk Set de William Marchant.
Après de nombreux rôles au théâtre et au cinéma, en 1979, Doris Roberts est choisie pour la série télévisée Angie, ce qui a fait d'elle une vedette du petit-écran. En 1983, elle rejoint le casting du film Remington Steele et, en 1996, elle apparaît pour la première fois dans le rôle de Marie Barone dans Tout le monde aime Raymond. Pour ce personnage elle obtient l'Emmy à la meilleure actrice dans un second rôle à 4 reprises. Elle a dernièrement joué le rôle de Madame Rinsky, l'institutrice de CE2 de Brick Heck dans la saison 2 de la série The Middle.
Le fils de Doris Roberts, Michael Cannata, est issu de son premier mariage. Elle s'est remariée au romancier William Goyen de 1963 jusqu'à la mort de celui-ci, en 1983.

### Décès
Doris Roberts est décédée de mort naturelle le 17 avril 2016 dans sa maison à Los Angeles.

## Filmographie

### Cinéma
- 1961 : Au bout de la nuit (Something Wild) de Jack Garfein
- 1964 : Dear Heart : Desk Clerk
- 1967 : Pieds nus dans le parc (Barefoot in the Park) : Hotel Maid
- 1968 : No Way to Treat a Lady : Sylvia Poppie
- 1968 : A Lovely Way to Die : Feeney
- 1970 : Les Tueurs de la lune de miel (The Honeymoon Killers) : Bunny
- 1971 : Little Murders : Mrs. Chamberlain
- 1971 : A New Leaf : Mrs. Traggert
- 1971 : Des amis comme les miens (Such Good Friends) : Mrs. Gold
- 1972 : The Heartbreak Kid : Mrs. Cantrow
- 1974 : Les Pirates du métro (The Taking of Pelham One Two Three) de Joseph Sargent : Jessie, la femme du maire
- 1975 : Hester Street : Mrs. Kavarsky
- 1976 : Blood Bath : Mrs. Lambert
- 1978 : Rabbit Test : Mrs. Carpenter
- 1978 : Once in Paris... : Brady's ex-Wife
- 1979 : Good Luck, Miss Wyckoff : Marie
- 1979 : The Rose de Mark Rydell : Mrs. Foster
- 1986 : Ordinary Heroes
- 1987 : Number One with a Bullet : Mrs. Barzak
- 1989 : Le sapin a les boules (Christmas Vacation) : Frances Smith
- 1990 : Simple Justice : Anna DiLorenzo
- 1990 : Honeymoon Academy : Mrs. Nelson
- 1992 : Used People : Aunt Lonnie
- 1993 : The Night We Never Met : Lion's Den Neighbor
- 1994 : Taffy
- 1995 : The Grass Harp : Mrs. Richards
- 1998 : Le Géant et moi (My Giant) : Rose Kaminski
- 1999 : A Fish in the Bathtub : Frieda
- 2001 : Full Circle : Sylvia
- 2001 : All Over the Guy de Julie Davis (en): Esther
- 2003 : Dickie Roberts: ex-enfant star (Dickie Roberts: Former Child Star) : Peggy Roberts
- 2006 : Grandma's Boy : Grandma Lilly
- 2006 : Keeping Up with the Steins de Scott Marshall : Rose Fiedler
- 2009 : Les Zintrus : Nana Rose Pearson
- 2009 : Play the Game (en)

### Télévision
- 1972 : Look Homeward, Angel : Mrs. "Fatty" Pert
- 1976 : Mary Hartman, Mary Hartman (en) : Dorelda Doremus (1976-1977)
- 1977 : The Storyteller : Marion Davidoff
- 1977 : It Happened One Christmas : Ma Bailey
- 1978 : Ruby and Oswald : Eva
- 1979 : Angie : Theresa Falco
- 1979 : Jennifer: A Woman's Story : Kay
- 1980 : Le Journal d'Anne Frank (The Diary of Anne Frank) : Petronella Van Daan
- 1981 : Maggie : Loretta
- 1982 : Love in the Present Tense : Maggie
- 1983 : Another Woman's Child : Myrna
- 1985 : Des filles de rêve (California Girls) : Mrs. Bowzer
- 1985 : A Letter to Three Wives : Sadie Finney
- 1983-1987 : Les enquêtes de Remington Steele : Mildred Krebs
- 1987 : Touristes en délire (If It's Tuesday, It Still Must Be Belgium)
- 1987 : The Fig Tree : Great Aunt Eliza
- 1990 : Confiance aveugle (en) (Blind Faith) : Tessie McBride
- 1990 : Une maman pour Noël : Philomena
- 1991 : The Sunset Gang : Mimi Finkelstein (segment "Yiddish")
- 1993 : The Boys (en) : Doris Greenblatt
- 1994 : Le Courage de l'amour (A Time to Heal) : Maddy
- 1995 : Walker, Texas Ranger saison 3 Épisode 12 : Témoin en fuite
- 1996-2005 : Tout le monde aime Raymond : Marie Barone
- 1997 : Mille hommes et un bébé (A Thousand Men and a Baby) : Sœur Philomena
- 2000 : Le Grand Amour (One True Love) : Lillian
- 2001 : Sons of Mistletoe : Marge
- 2003 : Souvenirs perdus (A Time to Remember) : Maggie Calhoun
- 2004 : Raising Waylon : Marie
- 2004 : Sesame Street Presents: The Street We Live On : apparition (cameo)
- 2005 : Celebrity Autobiography: In Their Own Words : elle-même
- 2006 : Our House : Ruth Galloway
- 2007 : Voyeurs.com (I-See-You-Com) : Doris Bellinger
- 2009 : Le Bonheur en cadeau / L'Ange gardien de Noël (Mrs. Miracle) : Madame Merkle
- 2010 : Miracle à Manhattan (Call Me Mrs. Miracle) : Madame Merkle
- 2011 : Grey's Anatomy (Saison 7, épisode 19) : Gladys Pulcher
- 2010-2011 : The Middle : Madame Rinsky, l'institutrice de CE2 de Brick Heck (saison 2, épisodes 1, 17 et 24)
- 2012 : Desperate Housewives : Doris, une cliente de Gaby (épisode 8.20)
- 2014 : L'infirmière du cœur (Touched]) : Norma Boswell
- 2015 : Joyeux baiser de Noël (Merry Kissmas) : Madame Billing

### Voix
- 1998 : La Légende de Brisby (The Secret of NIMH 2: Timmy to the Rescue) (vidéo) : Auntie Shrew (voix)
- 2004 : Zeroman (série TV) : Les Mutton's mother (voix)